# Juan Arremón

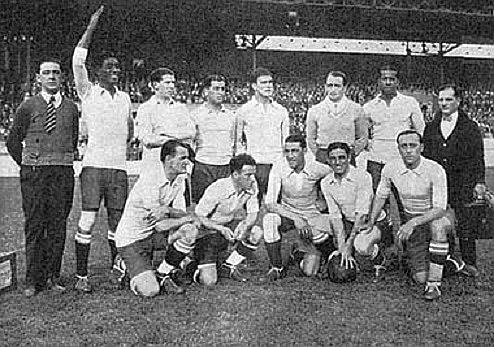

Juan Pedro Arremón, född 8 februari 1899 i Montevideo, död 15 juni 1979 i Montevideo, var en uruguayansk fotbollsspelare.
Arremón blev olympisk guldmedaljör i fotboll vid sommarspelen 1928 i Amsterdam.